# كيفن غليس
كيفين غليس منتج، كاتب، مغني -كاتب أغاني ومقدم برامج سابق. مشهور بتأليفه مسلسل الراكون بالإضافة إلى مسلسل الأخرى مثل أتوميك بيتي وباركر منتج. هو كان أيضا مضيّف عرض اللياقة نعم أنت تستطيع (Yes You Can). غليس مؤسس مشارك ومدير تنفيذي لمجموعة سكاي رايتير.

## أعماله

### في مجال ألإخراج
- The Christmas Raccoons 1980
- The Raccoons on Ice 1981
- The Raccoons and the Lost Star 1983
- راكون 1984
- راكون 1985–1991

### في مجال الكتابة
- The Christmas Raccoons 1980
- The Raccoons on Ice 1981
- The Raccoons and the Lost Star 1983
- راكون 1984
- راكون 1985–1991
- كسارة البندق الأمير 1990
- سعيد في وجه التعاسة 2009

### في التلحين
- The Christmas Raccoons 1980
- The Raccoons on Ice 1981
- The Raccoons and the Lost Star 1983
- راكون 1984
- راكون 1985–1991
- Heart of Courage 1993
- RoboCop: The Series 1994
- أتوميك بيتي 2004-2008

### الإنتاج
- The Christmas Raccoons 1980
- The Raccoons on Ice 2 1981
- The Raccoons and the Lost Star 1983
- راكون 1984
- راكون 1985–1991
- The Jeff Healey Band: See the Light - Live from London 1989
- كسارة البندق الأمير 1990
- Secret Service 1992
- Heart of Courage 1993
- روبوكوب 1994
- F/X: The Series 1996–1998
- The True Meaning of Crumbfest 1998
- Universal Soldier II: Brothers in Arms 1998
- Universal Soldier III: Unfinished Business 1998
- Eckhart 2000
- I Was a Rat 2001
- Kids World Sports 2004
- ميس بي جي 2005
- كابتن فلامنجو 2006
- أتوميك بيتي 2004-2008
- Producing Parker 2009
- سعيد في وجه التعاسة 2009
- My Big, Big Friend 2009

### التمثيل
- Yes You Can 1980–1983
- راكون 1984
- Noonbory and the Super Seven 2009

## وصلات خارجية
- كيفن غليس على موقع IMDb (الإنجليزية)
- كيفن غليس على موقع ميوزك برينز (الإنجليزية)
- كيفن غليس على موقع ديسكوغز (الإنجليزية)
- كيفن غليس على موقع قاعدة بيانات الفيلم (الإنجليزية)

1. ↑  MusicBrainz (بالإنجليزية), MetaBrainz Foundation, QID:Q14005